# Pau Salvat i Espasa
Pau Salvat i Espasa, (Barcelona, 20 de desembre de 1872 - 28 de maig de 1923) va ser un arquitecte modernista i editor. Va ser president de l'Associació d'Arquitectes de Catalunya, de l'Institut Català de les Arts del Llibre i del Centre de la Propietat Intel·lectual. També fou regidor de l'Ajuntament de Barcelona, càrrec al qual renuncià per motius de salut. A més de l'activitat com a arquitecte, va dedicar la majoria dels seus esforços al creixement de Salvat Editors, la casa editorial que heretà del seu pare, ubicada el 1916 en un edifici projectat per ell mateix.

## Biografia

### Arquitecte
Fill de Manuel Salvat i Xivixell i Magdalena Espasa Anguera, va titular-se com arquitecte el 1894. Fou arquitecte municipal d'Igualada, on va construir, amb la col·laboració d'Isidre Gili i Moncunill, els edificis de l'Escorxador (1903-1905), el Mercat Cobert, situat a la plaça de l'Ajuntament i anomenat popularment "La Pajarera", (projectat el 1905, edificat el 1910 i actualment desaparegut) i Cal Ratés (1908-1909). En aquesta ciutat també fou autor de l'ampliació del cementiri, que s'anomenà cementiri dels pobres (1909), així com del projecte del Teatre de l'Ateneu Igualadí (1913).
A Barcelona, va fer la casa Oller (1903), a la Gran Via de les Corts Catalanes, núm. 658, on adoptà solucions estilístiques que recorden Puig i Cadafalch. També fou autor de la Clínica Bartrina, a Gràcia, l'edifici de l'Editorial Salvat (1916), al carrer Mallorca 39, d'estil modernista, premi del concurs anual d'edificis artístics de l'Ajuntament de Barcelona de 1917, i la casa Salvat, del carrer Calàbria, núm. 191-193.
A Lleida va fer el Casino Principal, construït entre el 1913 i el 1920, conjuntament amb Isidre Gili. També fou autor de la refineria de sucre d'Alagó i del projecte del Parlament de Mèxic.

### Editor
L'any 1898 el seu pare va separar-se del seu soci Josep Espasa i va crear l'editorial Salvat e Hijo, en què participava Pau Salvat. Quan el seu pare morí el 1901, Pau, que tenia 9 germans, va succeir-lo com a director de l'empresa Salvat Editors.
Entre 1902 i 1906, Pau Salvat va ocupar la presidència de l'Institut Català de les Arts del Llibre, on fou l'iniciador de l'escola professional. El 1917 fou president de la secció espanyola a l'Exposició Internacional de les Arts Gràfiques i de la Indústria del Llibre de Leipzig, i el mateix any va presidir el Congrés Internacional d'Editors de Barcelona. Va ser succeït al capdavant de l'empresa pels seus germans Ferran i Santiago Salvat i Espasa (Barcelona 1891-1971).
El seu funeral se celebrà l'església de Sant Josep Oriol i fou enterrat al Cementiri nou.

## Galeria d'imatges

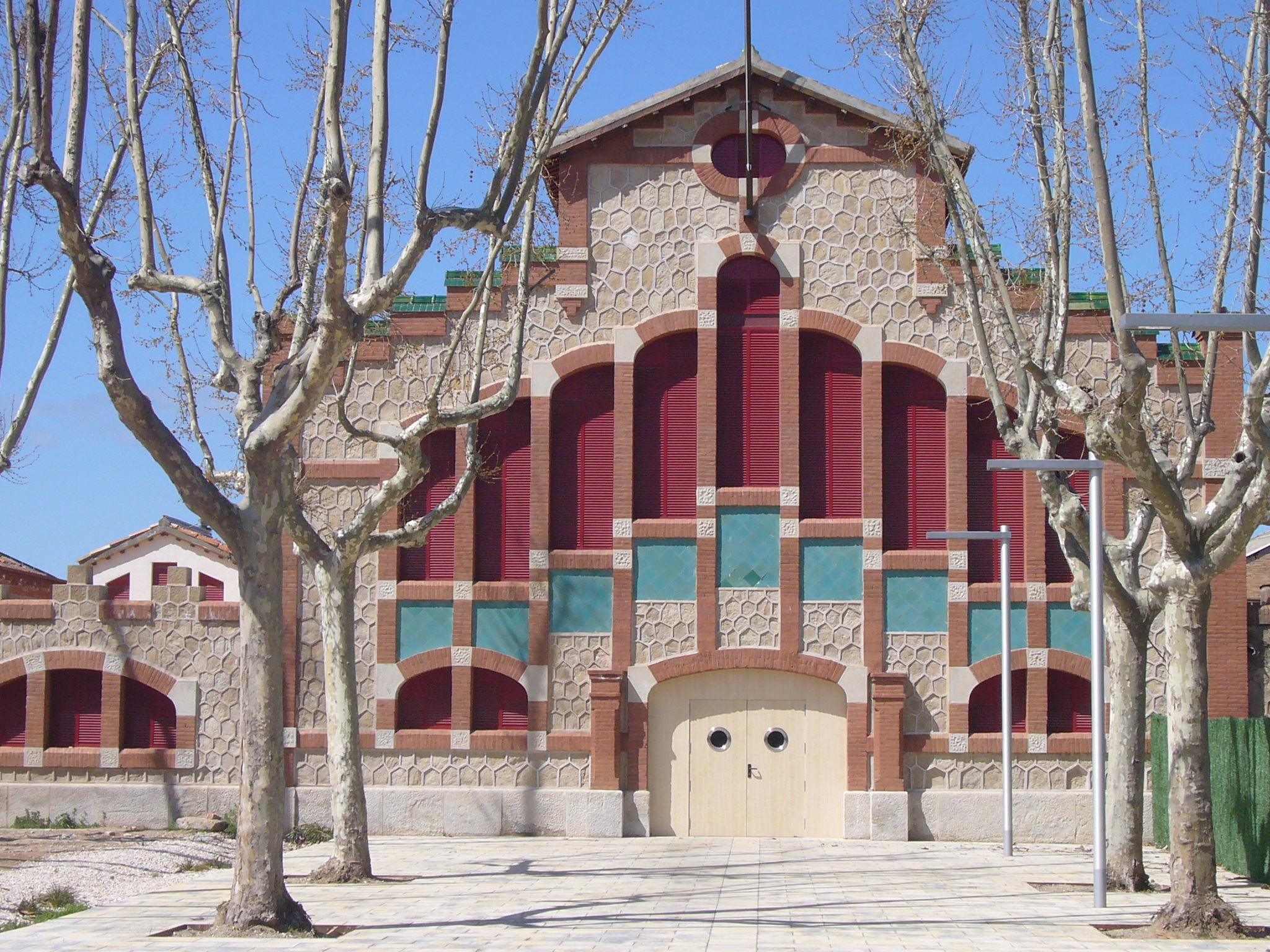
Escorxador d'Igualada (1903-1905)
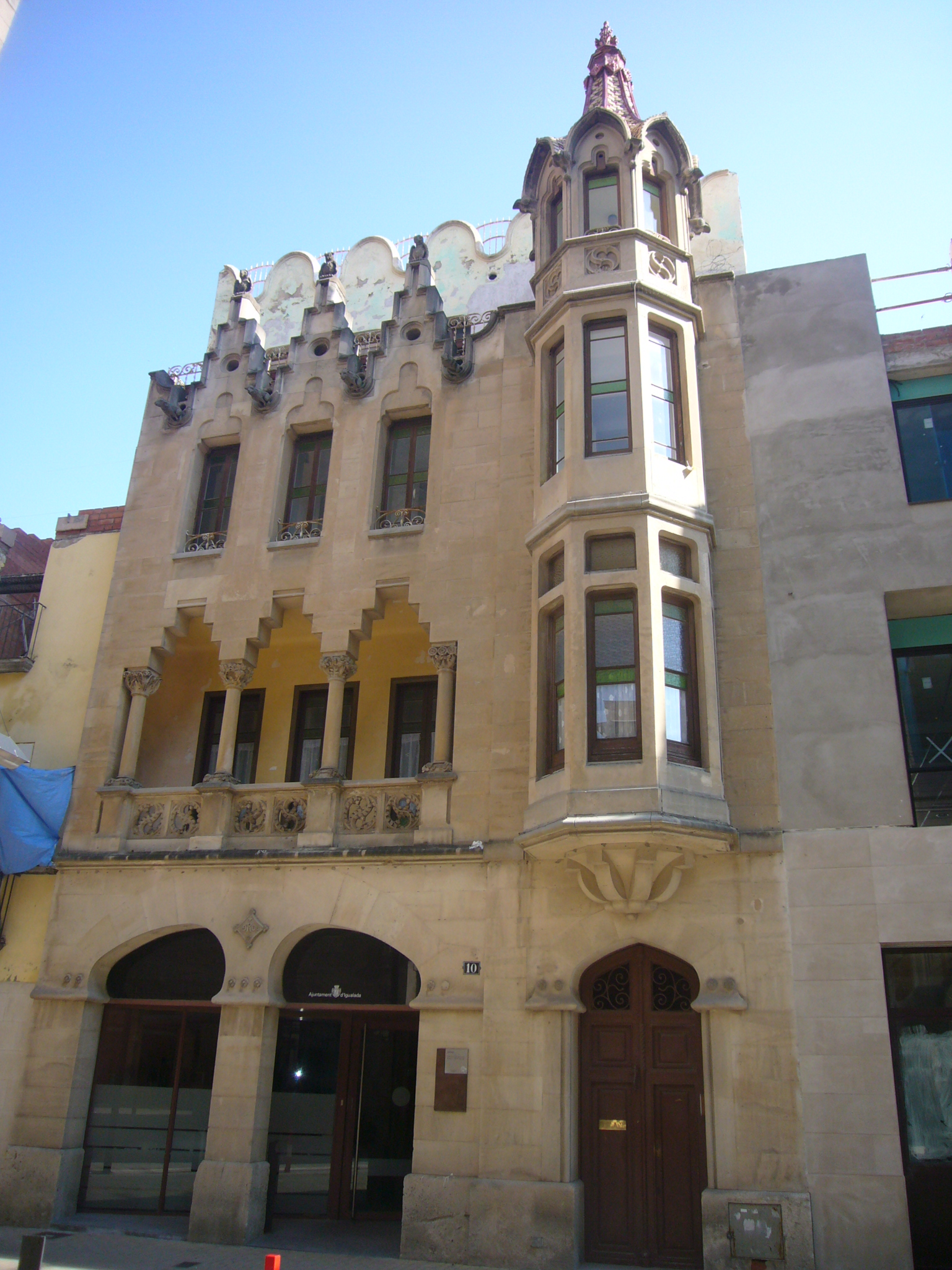
Cal Ratés, al carrer Santa Maria, d'Igualada (1908)
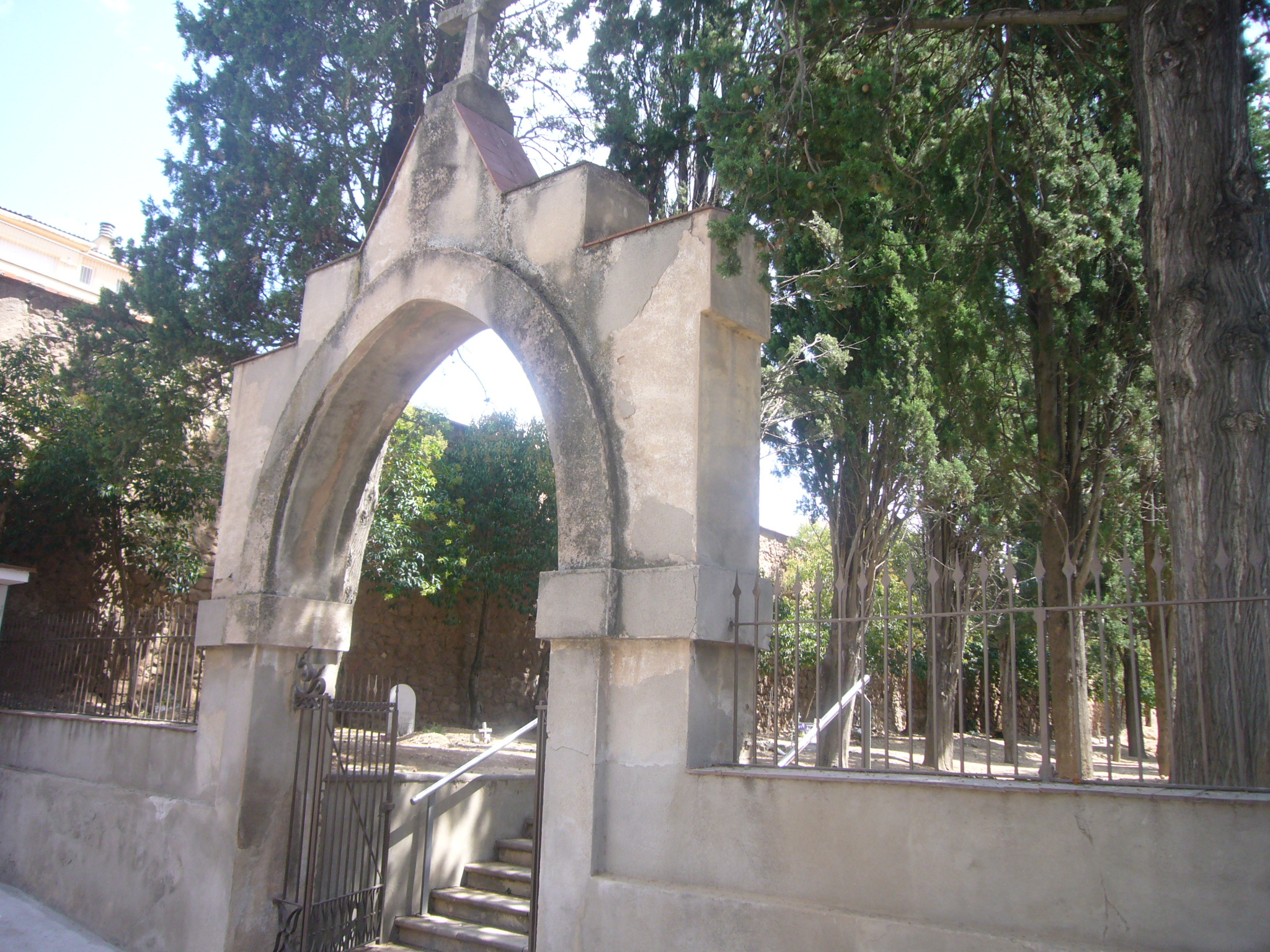
Cementiri dels pobres, a Igualada (1909)
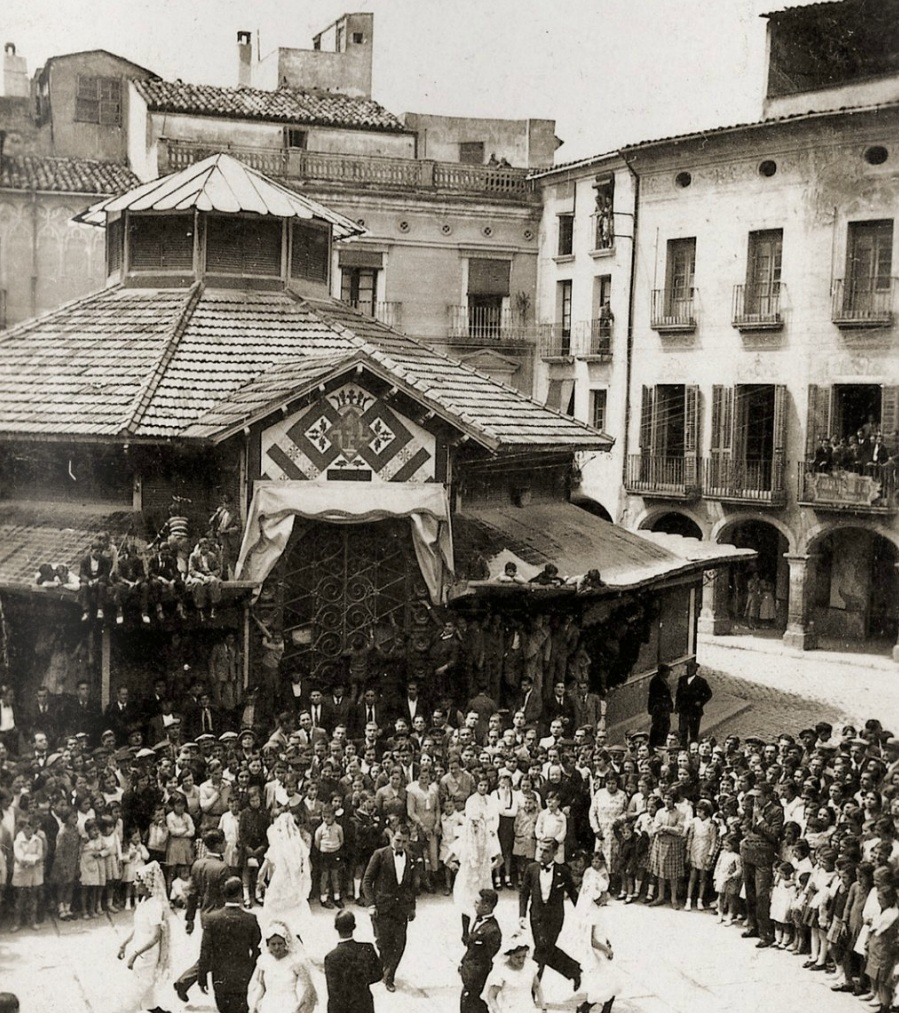
Mercat Cobert d'Igualada, anomenat popularment "La Pajarera" (edificat el 1910 i ja desaparegut)
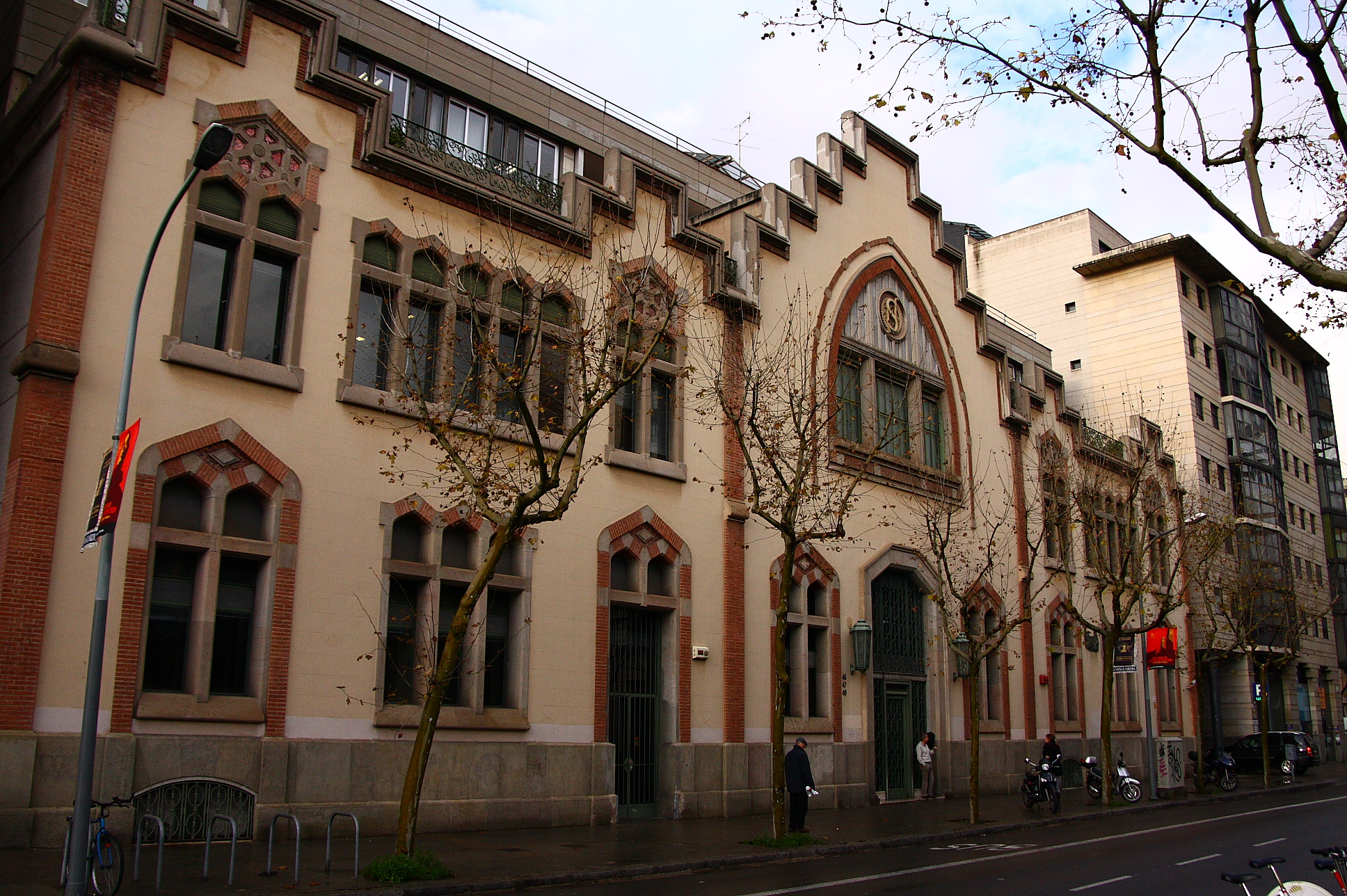
Editorial Salvat, al carrer de Mallorca de Barcelona (1916)
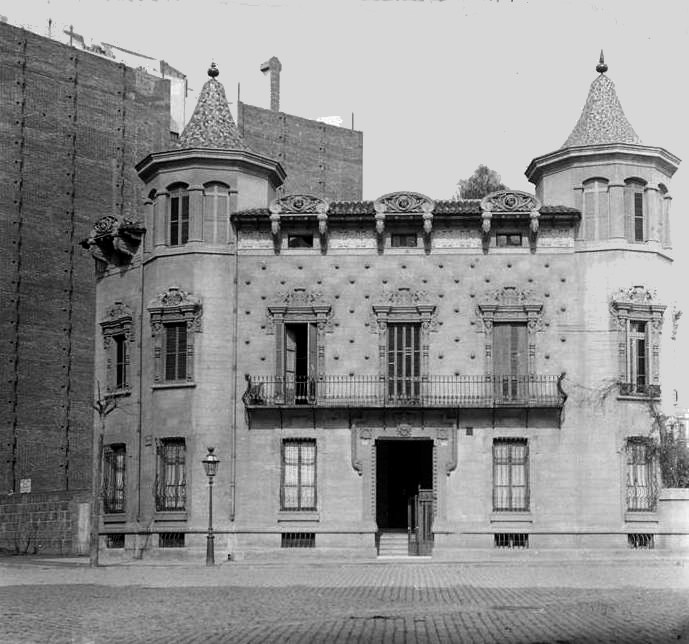
La desapareguda "Casa de las Conchas", al carrer Balmes, 152, de Barcelona